# Vrba černající
Vrba černající (Salix myrsinifolia) je v České republice kriticky ohroženým druhem. V rozsáhlém rodě vrba je zařazen do podrodu Vetrix.

## Výskyt
Je zcela běžnou rostlinou ve Skotsku a ve Skandinávii, dále v Polsku, Bělorusku, Pobaltských republikách, na Ukrajině a ve středním Rusku až po Ural. Druhým místem hojného rozšíření je široká oblast Alp a jejich předhůří, zasahuje až do střední Evropy. Jinak se velice omezeně vyskytuje v Pyrenejích, Apeninách, na severu Balkánského poloostrova a na severozápadě Německa. Vyrůstá v podhůří až v horách v mokřadech, rašeliništích, okrajích bažin a v křovinách na březích vodních toků. Bývá také součásti řídkých lesů na okraji tajgy. Stanovit hranice přirozeného výskytu je obtížné, protože na mnoha místech se dlouhodobě uměle vysazuje. V České republice se za původní považují populace na Šumavě a v Českém lese, avizovaný výskyt v Novohradských horách je sporný a v okolí Třeboně byla vrba černající prokazatelně vysazena.

## Popis
Dvoudomé, velice variabilní keře nebo vzácně stromy se šedivou, hladkou kůrou které dorůstají nejvýše do 6 m. Tmavě červenohnědé až nazelenalé letorosty jsou krátké, mírně až hustě šedavě chlupaté, stárnutím chlupy ztrácejí. Přitisklé, hustě chlupaté pupeny bývají dlouhé 3 až 4 mm.
Střídavě vyrůstající listy s hustě chlupatými řapíky dlouhými 1 až 2 cm mají polosrdčité, vytrvalé palisty zhruba stejné délky jako řapíky. Na lící mají svraskanou žilnatinu, jsou tmavě zelené a lesklé, na rubu roztroušeně chlupaté, sivě ojíněné s charakteristickou špičkou čistě zelenou, bez ojínění. Proměnlivé listové čepele jsou nejčastěji široce eliptické nebo podlouhle kopinaté 4 až 6 cm dlouhé a 2 až 3 cm široké, po okraji pilovitě vroubkované, u báze klínovité nebo srdčité, na vrcholu zašpičatělé. Na podzim nebo při sušení listy černají. Vrba černající je velice variabilní, jednotlivé rostliny se mohou od sebe odlišovat i podle stanoviště na kterém rostou, slunné-stinné, vlhké-suché apod.
Jednopohlavné květy jsou uspořádány do úzkých, válcovitých, krátce stopkatých jehněd. Samčí jehnědy, dlouhé do 3 cm, obsahují zjednodušené květy se dvěma tyčinkami s volnými, chlupatými nitkami nesoucími zlatožluté prašníky jež postupně černají. Jehnědy se samičími květy, měřící až 6 cm, mají lysý, úzce kuželovitý, stopkatý, asi 3 mm dlouhý jednodílný lysý nebo chlupatý semeník s asi 12 vajíčky a dále 1 mm dlouhou čnělku s bliznou dělenou do dvou laloků. Listeny bývají hnědé nebo načervenalé, někdy jsou ve spodní části nafialovělé. Květy opyluje hmyz. Plodem je dvojchlopňová tobolka, 6 až 10 mm dlouhá, obsahující drobná semena s chmýrem. Nejsou větší než 1 mm, roznáší je vítr.

## Ohrožení
Vrba černající je vyhláškou č. 395/1992 Sb. vydanou Ministerstvem životního prostředí České republiky a v roce 2000 sestaveným Černým a červeným seznamem cévnatých rostlin České republiky prohlášena za druh kriticky ohrožený.